# ZU-23
ZU-23 eller ZU-23-2 är en sovjetisk luftvärnspjäs med dubbla eldrör. Förkortningen ZU står för Zenitnaja Ustanovka (ryska: Зенитная Установка) som betyder just luftvärnspjäs.

## Historia
ZU-23 började utvecklas under 1950-talet för att ersätta de äldre 14,5 mm pjäserna i ZPU-serien. Den har samma lavett som ZPU-2, men är bestyckad med två 23 mm Afanasjev-Jakusjev 2A14 kanoner i stället för KPV-kulsprutor. Kanonerna liknar de som sitter i ZSU-23-4 Sjilka, men saknar vattenkylning. Bytet till grövre kaliber ökade räckvidden med ca 75% och gjorde det även möjligt att skjuta spränggranater som är effektivare mot flygplan än kulor.

## Konstruktion
Pjäsen är vanligen monterad på en tvåhjulig trailer där hjulen kan fällas upp för att ge en stabil plattform för vapnet. I nödfall kan vapnet även avfyras från uppbröstat läge. Pjäsen riktas och avfyras för hand av en skytt. Kanonerna är bandmatade och matas från var sitt håll från patronlådor på var sin sida om pjäsen. Lådorna rymmer normalt ett band om 60 patroner, men fartygs- eller fordonsmonterade pjäser kan ha större kapacitet.

## Varianter
- ZU-23 – Ursprunglig version med siktet ZAP-23 tillverkad i Sovjetunionen.
- ZU-23M – Uppgraderad version med laseravståndsmätare och mörkersikte.
- ZU-23-2 – Ursprunglig version tillverkad på licens i Polen.
- ZU-23-2S Jod – Uppgraderad polsk version med det elektro-optiska siktet GP-1R och fästen för två Strela-2M luftvärnsrobotar.
- ZU-23-2KG Jodek-G – Uppgraderad polsk version med reflexsiktet CKE-2, laseravståndsmätare, mörkersikte och två Grom-robotar.
- ZU-23-2M Wróbel – Marin variant med hydraulisk riktning.
- ZU-23-2MR Wróbel-II – Uppgraderad marin variant med vattenkylning och fästen för två Strela-2M.

## Bilder

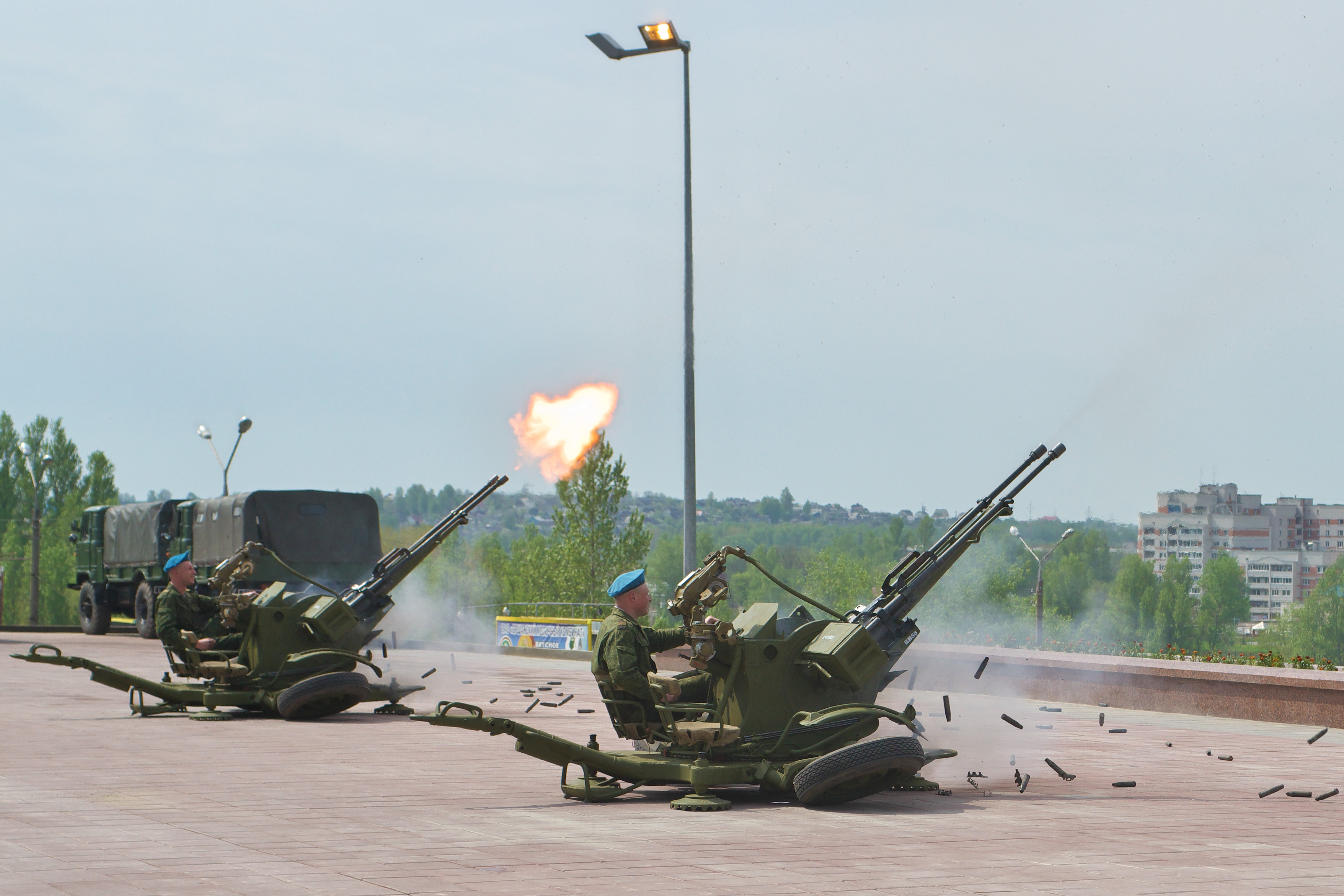
Två ZU-23 tillhörande Vitryssland under eldgivning.
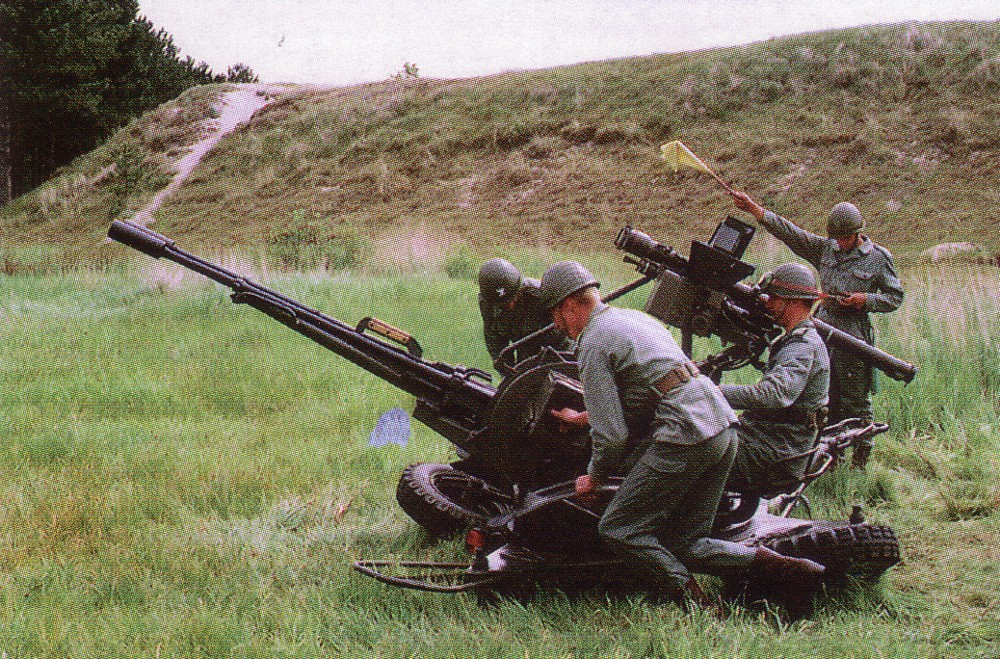
En polsk ZU-23-2S Jod med två Strela-2M  monterade ovanpå siktet.